# Lexicografie
Lexicografia este studiul lexicoanelor și se ocupă cu înregistrarea cuvintelor și expresiilor unei limbi, a unui dialect, a unui domeniu etc., clasarea (în ordine alfabetică), definirea și ilustrarea lor, prin exemple și expresii, ținând cont de mulțimea semnificațiilor lor, precum și de accepțiunile lor în sânul unei limbi date, în scopul alcătuirii dicționarelor. 
Lexicografia studiază tehnica alcătuirii dicționarelor. Lexicografia este o ramură a lexicologiei aplicate.

## Etimologie
Termenul românesc lexicografie provine din termenul francez lexicographie, precum și din cel italian lessicografia. La rândul său, termenul francez lexicographie, provine din termenul lexicographe.

## Lexicograf
Lexicograful este autorul unui dicționar, lingvistul specialist în lexicografie. Termenul românesc lexicograf provine din franceză: lexicographe. Acesta, la rândul său, provine din limba greacă: lexicographos,.

## Dicționarul
Un dicționar este o lucrare de referință care enumeră cuvinte simple sau compuse, clasate, în general, în ordine alfabetică, însoțite de definițiile sau de echivalențele lor din alte limbi. Multe dicționare dau informații despre rostirea, etimologia, morfologia, precum și exemple de folosire în propoziții, referințe care pot fi temporale, ideologice, sectorializate și altele. Există diferite feluri de dicționare, cum sunt, de exemplu, dicționarele explicative, analogice, normative, istorice ori bilingve sau poliglote.
De secole, aceste tipuri de dicționare, numite „dicționare de cuvinte”, se disting de „dicționarele de lucruri”, numite „enciclopedii” ori „dicționare enciclopedice”.
Primele dicționare de importanță nu au apărut de foarte mult timp, iar utilizatorul unui dicționar nu-și dă seama, întotdeauna, de cantitatea imensă de muncă depusă la crearea cărții pe care o consultă.

## Lexicografia și informatica
Astăzi, lexicografia este ajutată mult de informatică. Informatica accelerează și facilitează în mare măsură sarcina lexicografului legat de redactarea unui dicționar. Numeroase limbi, care altădată ar fi fost condamnate la dispariție din cauza rarității locutorilor lor și a costului ridicat al unui dicționar tipărit, sunt în momentul de față salvate, chiar dacă un sigur individ competent își ia sarcina de a colecta cuvintele și expresiile care constituie orice limbă.

## Lexicografi celebri
- Jabbour Abdel-Nour (libanez)
- Al-Khalil (arab)
- Louis Alibert (occitan, Dictionnaire occitan-français selon les parlers languedociens)
- Prudence Boissière
- Boutros Boustani  (libanez)
- Ion Aurel Candrea
- Alexandru Ciorănescu (Diccionario etimológico rumano)
- Cantalausa (occitan, Diccionari general occitan)
- Randle Cotgrave (englez)
- Johan Hendrik van Dale (olandez)
- Ovid Densusianu
- Denis Diderot
- Konrad Duden (german)
- Antoine Furetière (Dictionnaire universel...)
- Bénédicte Gaillard
- Gabriel Girard
- Frédéric Godefroy
- Bogdan Petriceicu Hasdeu (Etymologicum Magnum Romaniae)
- Ibn Manzour (arab)
- Gavril Istrate
- Samuel Johnson (englez)
- Louis de Jaucourt
- Jehan Lagadeuc (breton)
- Pierre Larousse
- August Treboniu Laurian
- Jean-Charles Laveaux
- Charles Leroy
- Émile Littré
- Dimitrie Macrea (Dicționarul limbii romîne literare contemporane (1955-1957),  Dicționarul limbii romîne moderne (1958), Dicționarul Enciclopedic Român)
- Gilles Ménage
- Ioan C. Massim
- Samuil Micu, (Dictionarium valachico-latinum)
- Frédéric Mistral (occitan, Lou Tresor dóu Felibrige)
- María Moliner (espagnol)
- Annie Mollard-Desfour
- Jean Nicot
- Charles Nodier
- Antoine Oudin
- Paul Imbs (Trésor de la Langue Française - TLF)
- Bernard Quemada (Trésor de la Langue Française - TLF)
- Alain Rey
- Josette Rey-Debove
- José Antonio Pascual (spaniol)
- Alexandru Philippide
- Sextil Pușcariu (Dicționarul limbii române; Etymologisches Wörterbuch der rumänischen Sprache. I. Lateinisches Element mit Berücksichtigung aller romanischen Sprachen, Heidelberg, 1905.)
- César-Pierre Richelet
- Paul Robert
- César de Rochefort
- August Scriban, (Dicționaru limbiĭ româneștĭ, Iași, 1939)
- Antoine de Somaize
- Lazăr Șăineanu (Dicționarul universal al limbii române)
- Noah Webster (american)

### Articole privind lexicografia
- Antonim
- Argou
- Arhaism
- Conotație
- Denotație
- Dialect
- Etimologie
- Hiponimie și hiperonimie
- Jargon
- Omonim
- Paronim
- Peiorativ
- Referent
- Regionalism
- Semantică
- Signifiant
- Significat
- Sinonim

### Alte articole conexe
- Lexicologie
- Morfologie